# Karl Friedrich Ludwig zu Hohenlohe-Kirchberg

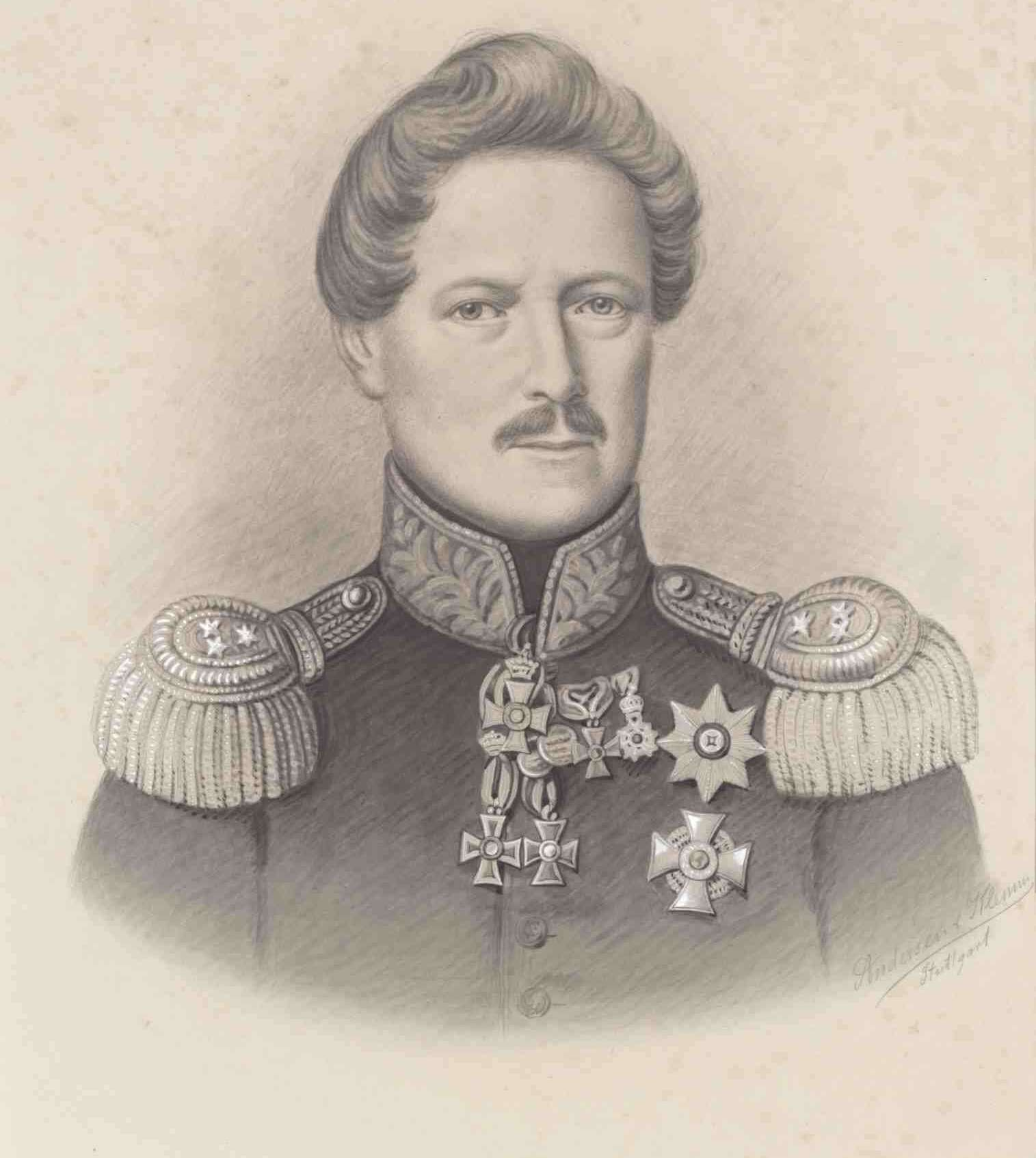
Prinz Karl Friedrich Ludwig zu Hohenlohe-Kirchberg (1780–1861)

Karl Friedrich Ludwig Heinrich Fürst zu Hohenlohe-Kirchberg (* 2. November 1780 in Kirchberg; † 10. Dezember 1861 ebenda) war ein württembergischer Offizier und Standesherr aus dem fränkischen Hochadelsgeschlecht zu Hohenlohe. 

## Abstammung
Karl Friedrich Ludwig war der Sohn des in österreichischen Diensten stehenden Oberstleutnants des Dragoner-Regiments Ansbach, Friedrich Karl Prinz zu Hohenlohe-Kirchberg (1751–1791), und dessen erster Ehefrau Friederike Caroline Gräfin zu Löwenstein-Wertheim-Virneburg (1757–1839). Die Ehe seiner Eltern wurde 1785 geschieden. Zweite Ehefrau des Vaters wurde 1787 Christiane Louise zu Hohenlohe-Kirchberg, Tochter des Grafen Christian August zu Solms-Laubach. Prinz Karl Friedrich Ludwig war ein Neffe der Fürsten Christian Friedrich Karl zu Hohenlohe-Kirchberg und Friedrich Karl zu Löwenstein-Wertheim-Freudenberg.

## Leben
Karl Friedrich Ludwig kam nach dem Tod seines Vaters ab 1791 unter die Obhut seines Onkels Friedrich Eberhard zu Hohenlohe-Kirchberg (1737–1804). Dieser sorgte für seine Unterbringung in der Hohen Karlsschule in Stuttgart, wo er bis zu seinem 15. Lebensjahr studierte. 1796 trat er in die Württembergische Armee ein und wurde Leutnant im Infanterie-Regiment von Hügel, welches 1794 aus den beiden Infanterie-Bataillonen der Garde-Legion gebildet worden war. 1798 wechselte er zur Armee des Kaisers und somit in habsburgisch-österreichische Dienste. Sein Einsatz vollzog sich zunächst in Italien. Nach den Feldzügen der Jahre 1800 und 1805 kam er in die Garnison nach Prag. 1808 berief ihn König Friedrich von Württemberg zurück in die Württembergische Armee. Dort wurde er Obristleutnant und Bataillons-Kommandant. Er beteiligte sich am Russlandfeldzug 1812 und drang mit der Großen Armee als Oberst des württembergischen Infanterie-Regiments Nr. 3 bis Moskau vor. Im Herbst 1812 überlebte er den katastrophalen Rückzug der Großen Armee aus Russland. Von etwa 15.800 württembergischen Soldaten, welche im März 1812 ausmarschierten, gab es nur sehr wenige Rückkehrer, weit unter 10 Prozent, die Anfang des Jahres 1813 wieder die Heimat erreichten. Auch bei den Offizieren lagen die Verluste bei etwa 45 % ungewöhnlich hoch. Karl Friedrich Ludwig beteiligte sich ab 1813 an den Befreiungskriegen. Dabei stand er als Generalmajor unter der Führung des Kronprinzen Wilhelm von Württemberg. 1817 wurde er Kommandant der 4. württembergischen Infanterie-Brigade in Ulm. Im Jahre 1820 ernannte ihn der König zum Gouverneur von Heilbronn und damit wechselte er auch das Kommando zur 2. württembergischen Infanterie-Brigade, deren Standort sich ebenfalls in Heilbronn befand. 1828 erfolgte die Ernennung zum Gouverneur der Haupt- und Residenzstadt Stuttgart sowie zum Kommandanten der 1. Infanterie-Division.
Seit 25. Dezember 1836 war Karl Friedrich Ludwig als Nachfolger seines kinderlos gebliebenen Cousins Georg Ludwig Moritz (1786–1836) der neue Fürst zu Hohenlohe-Kirchberg. Deshalb reichte Karl Friedrich Ludwig seinen Abschied aus der Württembergischen Armee ein, der ihm am 2. Februar 1837 durch ein Schreiben des Geheimen Ratspräsidenten Eugen von Maucler im Namen des Königs genehmigt wurde. Damit verbunden war das Recht, den Titel und die Uniform eines Generalleutnants weiter zu führen. Als Standesherr und Fürst zu Hohenlohe-Kirchberg bekleidete er das Amt des Erbreichsmarschalls im Königreich Württemberg und besaß ein Mandat in der Ersten Kammer der Württembergischen Landstände. Von 1836 bis 1845 erschien er persönlich zu den Sitzungen der Ersten Kammer, war danach jedoch permanent abwesend und ließ sich auch in seinem Stimmrecht durch niemanden vertreten.
In seiner Residenz Kirchberg veranlasste er am Schloss und in der näheren Umgebung großzügige Verbesserungen und Verschönerungen. Er widmete sich verstärkt seinen musischen Neigungen. So malte und zeichnete er, spielte aber auch hervorragend Klavier. Nach den Ereignissen der Deutschen Revolution 1848/1849 zog sich Fürst Karl Friedrich Ludwig weitgehend aus dem öffentlichen Leben zurück und verbrachte die letzten Jahre als Privatmann in seinem Schloss. Er erschien auch nicht mehr zum öffentlichen Gottesdienst.

## Familie
Karl Friedrich Ludwig heiratete als Erbprinz zu Hohenlohe-Kirchberg in Ulm am 26. Mai 1821 Marie Freiin von Rottenburg (* 15. Dezember 1802 in Berlin; † 22. Januar 1882 in Kirchberg). Sie war eine Tochter aus der morganatischen Ehe des Herzogs Heinrich Friedrich Karl von Württemberg mit Christine Caroline Freifrau von Rottenburg, seit 1825 Gräfin von Urach. 
Fürst Karl Friedrich Ludwig war als Standesherr sozial sehr engagiert, kümmerte sich um Hilfsbedürftige und ließ wohltätige Anstalten gründen. Seine Frau Marie unterstützte ihn dabei. Im Jahre 1843 stiftete sie eine Kleinkinderschule in Kirchberg.
Die Ehe von Fürst Karl Friedrich Ludwig und Marie blieb kinderlos. Da auch die beiden Ehen des jüngeren Bruders Christian Friedrich Ludwig Heinrich zu Hohenlohe-Kirchberg (1788–1859) kinderlos geblieben waren,  erlosch die Linie zu Hohenlohe-Kirchberg 1861 im Mannesstamm. Das Grab des Fürsten Karl Friedrich Ludwig befindet sich in der Fürstengruft der Kirchberger Stadtkirche.

## Ehrungen
- Am 18. Oktober 1812 verlieh ihm Kaiser Napoleon vor dem Kreml in Moskau in Anerkennung seiner Tapferkeit das Ritterkreuz der französischen Ehrenlegion[8]
- Goldene Medaille für den Sieg am 1. Februar 1814 in der Schlacht bei La Rothière südlich von Brienne[3]
- Goldene Medaille für den Sieg am 30. März 1814 in der Schlacht bei Paris[3]
- Ehrung als Kommandeur des Kaiserlich-Österreichischen Leopoldsordens[3]
- 1812 wurde er Komtur des Württembergischen Militärverdienstordens, 1818 erneute Verleihung am blauen Band[9]
- 1814 verlieh ihm König Friedrich das Großkreuz des württembergischen Zivilverdienstordens[10]
- 1830 verlieh ihm König Wilhelm das Großkreuz des Friedrichs-Ordens[11]
- 1832 verlieh ihm König Wilhelm das Großkreuz des Ordens der Württembergischen Krone[12]

## Belege und Anmerkungen
1. ↑  Porträt des Prinzen beim Landesarchiv 1812 als Oberst des 3. württembergischen Regiments
2. ↑  Die Zahlenangaben zu den Verlusten der württembergischen Armee im Russlandfeldzug von 1812 schwanken in der Literatur. Nach Angabe in A. Pfisters Werk Denkwürdigkeiten aus der württembergischen Kriegsgeschichte des 18. und 19. Jahrhunderts, Verlag Carl Grüninger, Stuttgart 1868, S. 560, zogen im Jahre 1812 genau 383 Offiziere aus Württemberg aus und die Verluste lagen bei 166 Offizieren. Bei den Mannschaften sind die Angaben ungenauer. Pfister gibt 14.964 Soldaten an, die im März 1812 auszogen, jedoch sind die Verluste hier unklar, da sie für 1812 und 1813 nur in Summe  aufgelistet sind. Im Museumskatalog von Joachim Niemeyer und Christoph Rehm (Hrsg.): Militärgeschichte in Baden-Württemberg: Das Wehrgeschichtliche Museum in Rastatt. Rastatt 2009, ISBN 3-9810460-4-8, finden sich auf den Seiten 113 und 114 zum Russlandfeldzug 1812 folgende Zahlen: „Als Rheinbund-Staaten mussten Baden 7.200 und Württemberg 15.800 Mann für die Große Armee stellen. Von den Badenern kamen 145 Mann, von den Württembergern 300 Mann zurück. Wer nicht tot war, wurde gefangen und in das Innere Russlands bis nach Sibirien verschleppt. Bis Mitte 1815 kehrten aus Kriegsgefangenschaft und Spitälern weitere 700 Badener und 1.500 Württemberger zurück.“
3. 1 2 3 4  Königlich Württembergisches Hof- und Staatshandbuch, Verlag Johann Friedrich Steinkopf, Stuttgart 1824, S. 64.
4. ↑  Regierungsblatt für das Königreich Württemberg 1828
5. ↑  Hohenlohe wird württembergisch. Ein Bilder-Lese-Buch, herausgegeben vom Haus der Geschichte Baden-Württemberg durch Karin Wohlschlegel, Jan Thorbecke Verlag, Sigmaringen 1993, ISBN 3-7995-0387-0, S. 241.
6. ↑  Regierungsblatt für das Königreich Württemberg, 8. Februar 1837.
7. ↑  Königlich Württembergisches Hof- und Staatshandbuch, Verlag Karl Aue, Stuttgart 1858, S. 12.
8. ↑  Alfred Albrecht: Mit Napoleon bis nach Moskau gezogen. Hohenloher Tagblatt, 8. September 2011.
9. ↑  Königlich Württembergisches Hof- und Staatshandbuch, Verlag Karl Aue, Stuttgart 1858, S. 55.
10. ↑  Königlich Württembergisches Hof- und Staatshandbuch, Verlag Johann Friedrich Steinkopf, Stuttgart 1824, S. 49.
11. ↑  Königlich Württembergisches Hof- und Staatshandbuch, Verlag Karl Aue, Stuttgart 1858, S. 61.
12. ↑  Königlich Württembergisches Hof- und Staatshandbuch, Verlag Karl Aue, Stuttgart 1858, S. 32.